# Сухенко, Виктор Николаевич
Виктор Николаевич Сухенко (род. 20 января 1960, Полошки, Сумская область) — советский и украинский футболист, полузащитник.
Воспитанник футбольной школы ДЮСШ Калуша, первый тренер Игорь Васылькив. В 1977—1978 годах провёл по три игры в первой лиге за «Спартак» Ивано-Франковск. В 1978 году стал играть за команду второй лиги СКА Львов; в 1982 году сыграл один матч в первой лиге в команде, объединившейся с «Карпатами». В 1983—1991 годах играл во второй лиге за «Ниву» Тернополь, в 1983—1984 годах представлявшую Бережаны — в 367 матчах забил 15 голов. В сезонах 1991/92 — 1993/94 выступал в польском клубе «Окоцимский» Бжеско. В чемпионате Украины 1992/93 сыграл четыре матча за «Ниву», в июле 1993 — четыре матча в команде первой российской лиги «Сахалин» Холмск. Далее играл в командах низших и любительских лиг Украины «Нива» Теребовля (1993/94, 1995/96 — 1996/97), «Заря» Хоростков (1993/94), «Кристалл» Чортков (1994/95).